# H su Los Angeles
H su Los Angeles (The Day They H-Bombed Los Angeles) è un romanzo dell'orrore di fantascienza apocalittica dello scrittore statunitense Robert Moore Williams pubblicato nel 1961.
La storia inizia con il bombardamento di Los Angeles ad opera delle stesse forze armate statunitensi nel tentativo di arginare una malattia che trasforma le persone in Zombi. I superstiti scopriranno che il contagio è stato causato da una "molecola proteica", prodottasi accidentalmente a seguito di test nucleari nell'Oceano Pacifico, che trasforma gli esseri umani in belve assetate di sangue.

## Trama
(H su Los Angeles, Robert Moore Williams)
Tom Watkins è un sergente dei marines in congedo ed è al porto di Los Angeles quando vede un bagliore in cielo. Immaginando possa trattarsi dell'esplosione di una bomba atomica, si precipita nel più vicino rifugio mettendosi in salvo prima che l'onda d'urto lo colpisca. Nel rifugio Tom ritrova un suo vecchio amico, Ted Kissel, agente dell'FBI, fa la conoscenza con Cissie Jones, una giovane infermiera, e con Rena Stark, vacua star del cinema. Altre due esplosioni si susseguono alla prima e i sopravvissuti si organizzano per rimanere nel rifugio fino a quando le radiazioni, di quello che risulta essere stato un attacco con bombe all'idrogeno, non si saranno attenuate.
Tom con altri sopravvissuti, abbandona il rifugio dopo che un fortissimo temporale, protrattosi per giorni, aveva ripulito l'atmosfera dal fallout. Nel tentativo di mettersi in salvo arrivano alla periferia della città ma qui trovano tutte le vie di uscita presidiate da militari che sparano a vista su coloro che tentano di superare i posti di blocco. Ted Kissel intuisce che le bombe sono state fatte esplodere dal governo nel tentativo di sterilizzare Los Angeles da una misteriosa malattia che nei mesi scorsi aveva mietuto vittime tra la popolazione e sulle cui cause stava indagando l'FBI. Tornando a Los Angeles Cissie convince il gruppo a fare tappa nel laboratorio del dottor Homer Smith presso cui lei lavorava come infermiera; qui trovano il dottore ancora vivo ma prigioniero delle macerie di un'ala del palazzo crollata e lo liberano. Tom decide di organizzare il gruppo di sopravvissuti barricandosi nel palazzo sede del laboratorio in cui Smith conduce ricerche sulla malattia, coadiuvato da Randall Murk, uno scienziato governativo. Il dottor Smith ha scoperto che il contagio è stato causato da una "molecola proteica", risultato accidentale di test nucleari nell'Oceano Pacifico. Il contagio, in una prima fase, trasforma gli esseri umani in zombi sanguinari e, dopo alcuni giorni, in freddi individui determinati a sterminare le persone non contagiate. Evitando varie trappole organizzate dagli zombi, capitanati da una sanguinaria misteriosa donna, Tom organizza le difese ad oltranza, respingendo molti attacchi degli infetti. Durante una sortita alla ricerca di cibo, Tom e Cissie trovano una bambina rimasta orfana e la portano con loro. Ben presto la piccola, Teeny, risulterà infetta e anche Cissie e Rena si ammaleranno, contagiate volontariamente da uno dei sopravvissuti, in realtà uno zombi. Anche Murk si rivela essere uno zombi e viene ucciso dai sopravvissuti durante un fallito attentato contro il laboratorio.
Il dottor Smith decide di testare sulle due donne e sulla bambina un vaccino sperimentale da lui preparato che risulta efficace contro la "molecola proteica". Tom incarica un giovane radioamatore, Harden, di trovare una radio ancora funzionante e di diffondere con essa un messaggio rivolto ai maggiori biologi del paese contenente i dettagli per la preparazione del vaccino. L'azione riesce ma Harden rimane ucciso dagli zombi subito dopo. Gli attacchi si susseguono e il gruppo di Tom viene decimato sotto gli attacchi degli infetti. La situazione è disperata ma in extremis una squadriglia di elicotteri da guerra sorvola la città e uno di questi atterra sul tetto del laboratorio. Sono arrivati i rinforzi inviati dal governo, richiamati dal messaggio radio di Harden. Gli zombi vengono respinti dai militari accorsi in aiuto e un vaccino sarà ben presto diffuso tra tutti i sopravvissuti, ivi inclusi i contagiati.

## Personaggi
Tom WatkinsEx sergente dei marines, riorganizza un gruppo di sopravvissuti al bombardamento per difendersi contro gli zombi.
Ted KisselAgente dell'FBI, amico di Tom, che incontra per caso nel rifugio e con il quale si aggrega.
Rena StarkFamosa attrice del cinema.
Cissie JonesGiovane infermiera.
JerryGiovane e coraggioso sopravvissuto al bombardamento. Morirà ucciso dagli zombi nelle fasi finali dei combattimenti.
Eric BloorSopravvissuto al bombardamento, dimostrerà da subito un carattere coraggioso, ben diverso da quello che Tom, suo vecchio amico, era abituato a conoscere. Il cambiamento si dimostrerà una conseguenza dell'infezione.
Homer SmithIl dottore presso cui Cissie Jones lavorava come infermiera; è impegnato a studiare le cause dell'infezione per trovare un vaccino contro la malattia.
Randall MurkScienziato governativo, inviato a Los Angeles per indagare sulla malattia, si ritrova a collaborare con il dottor Smith nelle ricerche. Contagiato dalla malattia viene ucciso durante il tentativo di uccidere i sopravvissuti con un'artigianale una bomba a gas.
Eph Moffat e Effie MoffatUna coppia di sopravvissuti.
CrailUn marinaio che si aggrega al gruppo di Tom. Contagiato dalla malattia tenta di uccidere il dottor Smith ma rimane a sua volta ucciso.
HardenGiovane radioamatore, riesce a diffondere via radio i dettagli sulla procedura per creare un vaccino contro la malattia. Viene ucciso dagli zombi subito dopo aver trasmesso il messaggio.
TeenyUna piccola bambina orfana dei genitori, salvata da Cissie e da Tom. Adottata da questi, viene infettata dal morbo e trasformata in zombi. Guarisce grazie al vaccino scoperto dal dottor Smith.

## Edizioni
- (EN) Robert Moore Williams, The Day They H-Bombed Los Angeles, 1ª ed., Ace Books, 1961,  p. 128.
- Robert Moore Williams, H su Los Angeles, traduzione di L. P. Cattozzo, Urania n.282, Mondadori, 1962,  p. 160.
- (DE) Robert Moore Williams, Atombomben auf Los Angeles, traduzione di H. U. Nichau, Terra n.275 (edizione digest), Moewig, 1963,  p. 62.
- (PT) Robert Moore Williams, Bomba-H Sobre Los Angeles, traduzione di Eurico Fonseca, Argonauta n.142, Livros do Brasil, 1969,  p. 172.
- Robert Moore Williams, H su Los Angeles, traduzione di L. P. Cattozzo, Urania n.594, Mondadori, 1972,  p. 144.
- Robert Moore Williams, H su Los Angeles, in Carlo Fruttero e Franco Lucentini (a cura di), Quando crollano le metropoli, Omnibus, Mondadori, 1977,  p. 460.